# Mistrzostwa Świata Juniorów w Narciarstwie Klasycznym 1982
Mistrzostwa Świata Juniorów w Narciarstwie Klasycznym 1982 – zawody sportowe, które odbyły się na początku marca 1982 r. w austriackim Murau. Podczas mistrzostw zawodnicy rywalizowali w 6 konkurencjach, w trzech dyscyplinach klasycznych: skokach narciarskich, kombinacji norweskiej oraz w biegach narciarskich. W tabeli medalowej zwyciężyła reprezentacja Norwegii, której zawodnicy zdobyli 3 złote i 1 srebrny medal.

## Program
3 marca
- Kombinacja norweska - skocznia normalna, 15 kilometrów indywidualnie (M)

7 marca
- Skoki narciarskie - skocznia normalna indywidualnie (M)

? marca
- Biegi narciarskie - 5 kilometrów (K), 15 kilometrów (M)
- Biegi narciarskie - sztafeta 3x5 kilometrów (K), 3x5 kilometrów (M)

## Medaliści

### Biegi narciarskie
Mężczyźni
| Konkurencja            | Data        | Złoto                                           | Srebro                                                    | Brąz                                                         |
| ---------------------- | ----------- | ----------------------------------------------- | --------------------------------------------------------- | ------------------------------------------------------------ |
| Bieg na 15 km          | marzec 1982 | Andriej Astaszkin                               | Erik Östlund                                              | Władimir Smirnow                                             |
| Bieg sztafetowy 3x5 km | marzec 1982 | Szwecja Erik Östlund · Lars Håland · Gunde Svan | Norwegia Bjørn-Olav Norbye · Vegard Ulvang · Arild Monsen | ZSRR Andriej Astaszkin · Michaił Mumorcew · Władimir Smirnow |

Kobiety
| Konkurencja            | Data        | Złoto                                                 | Srebro                                                             | Brąz                                                 |
| ---------------------- | ----------- | ----------------------------------------------------- | ------------------------------------------------------------------ | ---------------------------------------------------- |
| Bieg na 5 km           | marzec 1982 | Hanne Krogstad                                        | Manuela Di Centa                                                   | Anfisa Romanowa                                      |
| Bieg sztafetowy 3x5 km | marzec 1982 | Norwegia Kari Syrdalen · Hanne Krogstad · Anne Jahren | Finlandia Tuulikki Pyykkönen · Marjo Matikainen · Jaana Savolainen | NRD Kerstin Seidel · Kerstin Moring · Steffi Messner |

### Skoki narciarskie
Mężczyźni
| Konkurencja                       | Data         | Złoto         | Srebro          | Brąz            |
| --------------------------------- | ------------ | ------------- | --------------- | --------------- |
| Skocznia normalna - indywidualnie | 7 marca 1982 | Ernst Vettori | Markku Pusenius | Bernhard Zauner |

### Kombinacja norweska
Mężczyźni
| Konkurencja                                      | Data         | Złoto               | Srebro          | Brąz            |
| ------------------------------------------------ | ------------ | ------------------- | --------------- | --------------- |
| Skocznia normalna, bieg na 15 km - indywidualnie | 3 marca 1982 | Knut Leo Abrahamsen | Andriej Simanow | Siergiej Bondar |

## Tabela medalowa
| Klasyfikacja medalowa | Klasyfikacja medalowa | Klasyfikacja medalowa | Klasyfikacja medalowa | Klasyfikacja medalowa | Klasyfikacja medalowa |
| Lp.                   | Państwo               | złoto                 | srebro                | brąz                  | złoto · srebro · brąz |
| --------------------- | --------------------- | --------------------- | --------------------- | --------------------- | --------------------- |
| 1.                    | Norwegia              | 3                     | 1                     | 0                     | 4                     |
| 2.                    | ZSRR                  | 1                     | 1                     | 4                     | 6                     |
| 3.                    | Szwecja               | 1                     | 1                     | 0                     | 2                     |
| 4.                    | Austria               | 1                     | 0                     | 1                     | 2                     |
| 5.                    | Finlandia             | 0                     | 2                     | 0                     | 2                     |
| 6.                    | Włochy                | 0                     | 1                     | 0                     | 1                     |
| 7.                    | NRD                   | 0                     | 0                     | 1                     | 1                     |